# Головкин, Геннадий Геннадьевич
Генна́дий Генна́дьевич Голо́вкин (род. 8 апреля 1982, Караганда, Казахская ССР, СССР) — казахстанский боксёр-профессионал, выступающий в средней и второй средней весовых категориях. Серебряный призёр Олимпийских игр (2004), чемпион мира (2003) в категории любителей. Среди профессионалов двукратный чемпион мира по версиям IBF, WBA и IBO. Бывший чемпион мира по версиям WBC (2016—2018), IBF (2015—2018, 2019—2023), WBA (2010—2018, 2022—2023), IBO (2011—2018, 2019—2023) в среднем весе. Победил 15 боксёров за титул чемпиона мира в среднем весе.
Лучший боксёр в мире,
Лучший боксёр вне зависимости от весовой категории по версии журнала The Ring (27 сентября 2017 — 15 сентября 2018). Лучший боксёр 2017 года по версии WBA, WBC и популярного издания Boxingnews24.com. Занимает 58-е место в рейтинге лучших боксёров всех времён и народов вне зависимости от весовой категории, а также второе место в рейтинге лучших азиатских боксёров в истории спорта по версии BoxRec. 
 Президент Национального Олимпийского комитета Республики Казахстан с 26 февраля 2024 года.
В знак признания выдающегося вклада в укрепление международного авторитета Казахстана Геннадию Головкину в апреле 2025 года присвоили звание почётного доктора Университета КИМЭП. Такая степень вручается в международной академической практике за исключительные заслуги, оказавшие значительное влияние на развитие общества, культуры и международных связей. 
Заслуженный мастер спорта Республики Казахстан. Победитель множества международных турниров: 7-кратный чемпион Казахстана, чемпион мира среди молодёжи 2000 года, победитель первой Спартакиады Республики Казахстан 2001 года, победитель Кубка мира среди нефтяных стран 2001 года, чемпион ІІІ Восточно-Азиатских игр (2001 г.).
Головкин известен как мощный и техничный панчер и нокаутёр, выигравший большинство своих поединков досрочно. Он одержал 23 победы нокаутом подряд в течение 9 лет с 22 ноября 2008 по 18 марта 2017 года. Занесён в Книгу рекордов Гиннесса за самый высокий процент нокаутов в истории среднего веса. Также говорят, что у Головкина один из самых прочных подбородков в истории бокса, он ни разу не был сбит с ног или иным образом остановлен в общей сложности в 395 боях, 45 как профессионал и 350 как любитель. Архивная копия от 19 октября 2020 на Wayback Machine Побил рекорд Бернарда Хопкинса по общему числу успешных защит чемпионского титула в среднем весе, защитив его 21 раз по состоянию на 2020 год. Некоторые источники, однако, ставят под сомнение это достижение, указывая на то, что титул WBA Regular, которым Головкин владел до повышения на статус «суперчемпиона» в 2014 году, считается второстепенным и не относится к основным чемпионским званиям и в таком случае число его защит следует считать равным 17. Вместе с Карлосом Монсоном и Марвином Хаглером является рекордсменом по продолжительности этапа карьеры в высшем эшелоне мирового рейтинга без поражений. 26 февраля 2024 года возглавил Национальный Олимпийский комитет Республики Казахстан.

## Семья
Отец Головкина по профессии шахтёр, мать работала ассистенткой в химической лаборатории. Двое из трёх братьев Головкина служили в армии и погибли – Вадим в 1990 году, Сергей — в 1994 году, когда будущий чемпион мира был ещё подростком. Боксом Геннадий Головкин начал заниматься именно по настоянию старших братьев, поставивших перед ним выбор: либо бокс, либо какой-нибудь другой вид спорта. Третий брат-близнец Максим, родившийся всего на 15 минут позже Геннадия, тоже занимался боксом, и в настоящее время является заслуженным тренером Казахстана по боксу. Братья выступали в одной весовой категории, но никогда не дрались друг с другом. Если им выпадало провести поединок, один всегда снимался с соревнований. Так Максим ушёл из спорта в пользу брата перед отбором к Олимпиаде-2004; сейчас работает в команде Геннадия и помогает чемпиону при подготовке к боям.
Окончил физкультурный факультет Карагандинского государственного университета имени Е. А. Букетова.
Геннадий женат с 7 июля 2007 года; вместе с супругой Алиной (которая ведёт непубличный образ жизни, но известно, что у неё два высших образования) они воспитывают троих детей. Старший сын Вадим, которого отец назвал, по-видимому, в честь своего старшего брата, родился в апреле 2009 года, дочь — в сентябре 2017, младший сын — в январе 2019-го (по некоторым источникам, в декабре 2018-го). Семья Головкиных живёт в окрестностях Лос-Анджелеса (штат Калифорния, США), там же её глава и тренируется.

## Любительская карьера
Любительская карьера Головкина была продолжительной и насыщенной. Свой первый официальный бой Геннадий провёл в возрасте 11 лет на турнире областного масштаба. В итоге он стал победителем тех соревнований.
В 2000 году Геннадий выиграл чемпионат мира среди юниоров в Будапеште, в полусреднем весе.
В 2001 году выиграл восточноазиатские игры, победив в финале Дэниэля Гила (15-3).
В 2002 году на проходившем в Астане командном Кубке мира в составе сборной Казахстана завоевал серебряную медаль. Все свои четыре боя на турнире Головкин выиграл. На групповом этапе в матче Казахстан — Азербайджан победил Джавида Тагиева (19-8), а в матче Казахстан — Камерун одержал досрочную победу над Фостером Нкодо (RSCO 3). В рамках полуфинального матча Казахстан — Россия одолел Андрея Баланова (10-7). А в финальном матче Казахстан — Куба, из которого кубинцы вышли победителями с общим счётом 7-5, выиграл у Дамиана Остина (6-4).
В 2002 году на Азиатских играх в Пусане (Южная Корея) завоевал золотую медаль. Победил в финале Пхленчита Сурия нокаутом.
В 2003 году на чемпионате мира в Бангкоке завоевал золотую медаль, где сначала победил россиянина Матвея Коробова, затем победил с разгромным счётом будущего чемпиона мира, известного ирландца Энди Ли, а потом нокаутировал ещё одного будущего чемпиона мира, румына Лучиана Буте. В 1/2 победил у Йорданиса Деспанье из Кубы, и в финале нокаутировал боксёра с Украины, Олега
Машкина.
В 2004 году на чемпионате Азии в Пуэрто-Принсесе (Филиппины) завоевал золотую медаль. В 1/4 финала победил южнокорейца Дук-Жин Чо, в полуфинале выиграл у киргиза Кымбатбека Рыскулова, а в финале остановил во 2-м раунде местного боксёра Кристофера Камата.

### Олимпийские игры
На Олимпийских играх 2004 года занял второе место в весовой категории до 75 кг. Артаев, у которого Головкин выиграл в отборочном бое, завоевал золото в весовой категории до 69 кг.
- 1/16 финала — прошёл автоматически
- 1/8 финала — победил Ахмеда Али Хана (Пакистан) (31:10)
- 1/4 финала — победил Рамадана Яссира (Египет) (31:20)
- 1/2 финала — победил Андре Дирелла (США) (23:18)
- финал — проиграл Гайдарбеку Гайдарбекову (Россия) (18:28)

## Профессиональная карьера

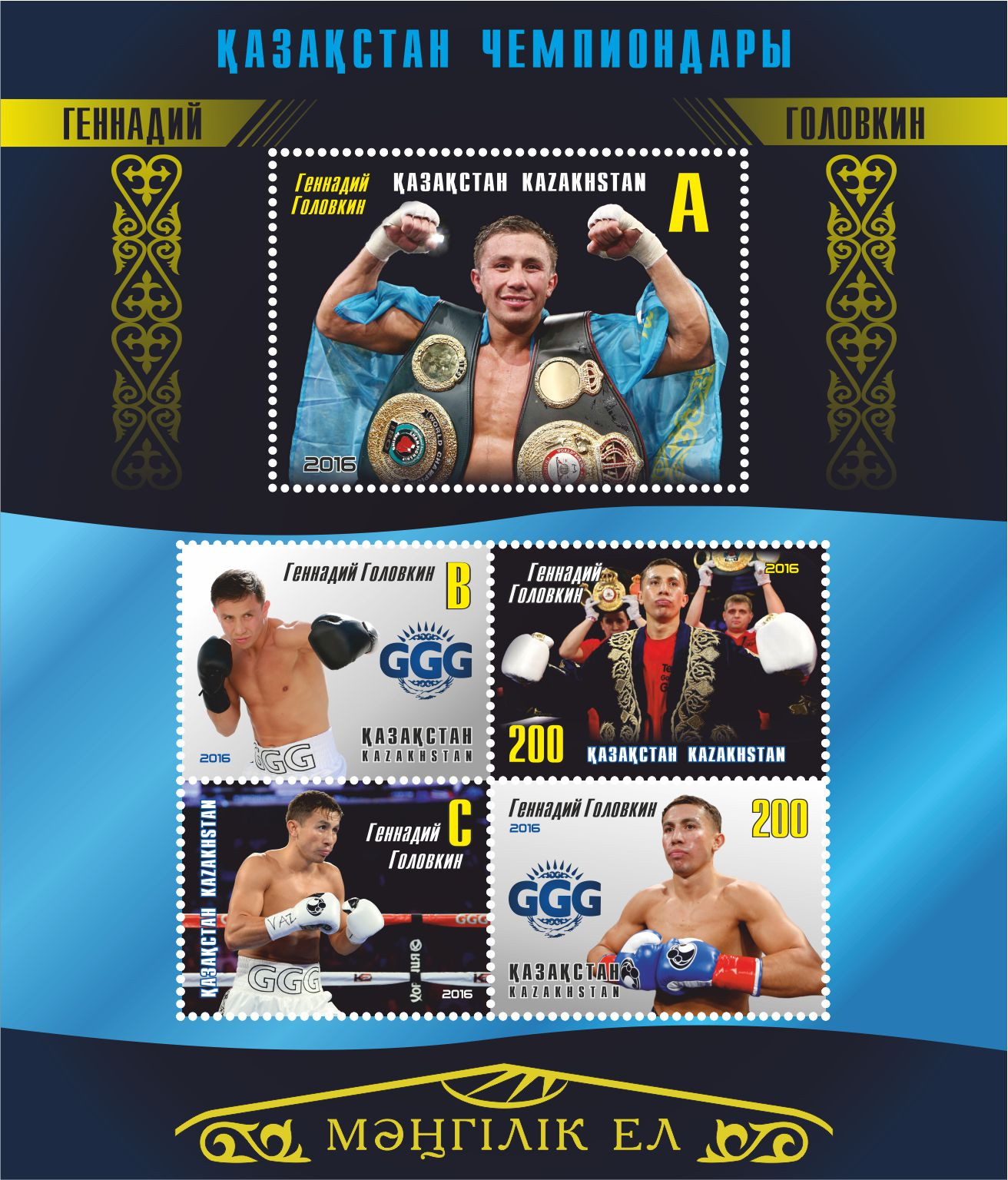
Почтовый блок Казахстана, посвящённый Геннадию Головкину

Головкин дебютировал в 2006 году на профессиональном ринге в средней весовой категории (до 72 кг). Первые 8 поединков выиграл досрочно.
В сентябре 2007 года встретился с французом Мехди Буадла (11-1), которого победил по очкам в 8-ми раундовом бою. В апреле 2008 года победил по очкам Иана Гарднера (20-3). В ноябре 2008 года победил отказом от продолжения боя во 2-м раунде белоруса Малика Диарра (29-3).
11 июля 2009 года вышел на первый 12-раундовый бой, в поединке за звание интерконтинентального чемпиона WBO нокаутировал во втором раунде бразильца Джона Андерсона Карвальо. Затем нокаутировал непобеждённого Михаила Макарова (10-0).
В 2010 году Головкин подписал контракт с промоутерской компанией братьев Кличко K2 Promotions.
В августе 2010 года встретился с колумбийцем Милтоном Нуньесом (21-1-1) в бою за звание временного чемпиона мира по версии WBA (в весовой категории 72 кг). Головкин нокаутировал соперника уже в первом раунде.

### Чемпионский бой с Нильсоном Хулио Тапией
Следующий бой Головкин провёл в декабре 2010 года с панамцем Нильсоном Хулио Тапией за звание регулярного чемпиона мира по версии WBA и выиграл его нокаутом в третьем раунде.
В 2011 году Головкин дважды защитил свой титул, нокаутировав Кассима Оума и Лахуана Саймона. В бою с Саймоном Головкин также завоевал вакантный титул чемпиона мира по версии IBO.
В 2012 году, в третьей защите титула, Головкин нокаутировал в третьем раунде японца Макотто Фучигами.

### Несостоявшийся бой с Дмитрием Пирогом
Затем велись переговоры с чемпионом по версии WBO, россиянином Дмитрием Пирогом. Бой не санкционировали как объединительный, но возможность провести бой, показываемый каналом HBO, для Пирога была приоритетней титула WBO. Однако в начале июля Дмитрий получил травму спины, и поединок пришлось отменить. В 2012 году Дмитрий Пирог завершил карьеру, и бой так и не был проведён.
На ту же дату был найден другой достойный противник — поляк Гжегож Прокса, имевший в своём активе всего одно спорное поражение по очкам (которое закрыл в реванше) и 28 побед, из них 21 — нокаутом.

## Дебют на HBO и рост популярности в США
1 сентября 2012 года состоялся дебют Геннадия на американском канале HBO.

### Бой с Гжегожем Проксой
Головкин вышел на ринг с одним из самых опасных соперников в своей карьере — молодым поляком Гжегожем Проксой. Но всё равно Головкин был фаворитом. Коэффициент на его победу составлял 1.33, на победу Проксы — 3.5. Головкин действовал очень агрессивно и активно. Уже в первом раунде он отправил поляка на настил ринга. В четвёртом раунде Геннадий снова отправил Гжегожа на канвас. В начале 5-го раунда Головкин снова отправил в нокдаун Проксу, и рефери прекратил поединок. Головкин защитил титул, нокаутировав Проксу в 5-м раунде. Поединок с Проксой поднял Головкина на более высокий уровень. Это стало первым его поединком в США, и бой транслировался известным каналом HBO.
- В конце ноября 2012 года суперчемпион WBA Дэниэл Гил за отказ от встречи с Геннадием Головкиным был лишён титула, и Геннадий стал единым чемпионом WBA[23].

### Бой с Габриэлем Росадо
19 января 2013 года, на арене Madison Square Garden, Головкин вышел на добровольную защиту титула с американцем пуэрто-риканского происхождения, Габриэлем Росадо. Это был второй поединок Головкина, транслируемый каналом HBO. Уже с первых минут поединка Росадо опроверг мнения многих что он «мальчик для битья». Росадо часто пытался контратаковать, наносил множество точных ударов, но они не шли ни в какое сравнение с ударами, нанесёнными Головкиным. В седьмом раунде после сильного одностороннего избиения секунданты Росадо выбросили полотенце. Геннадий уверенно победил техническим нокаутом, но бой вышел без нокдаунов, и был довольно зрелищный и конкурентный. Росадо хоть и проиграл, но достойно провёл бой.
В марте 2013 года Головкин попал в так называемый «Список Гатти» от канала HBO, где представлен список самых зрелищных боксёров.

### Бой с Нобухиро Исидой
После рейтинговых поединков в США на канале HBO, Головкин решил провести следующую защиту в Европе. Геннадий поставил цель провести пять поединков в 2013 году и решил не медлить. Соперника пришлось искать в короткие сроки, но многие топ-боксёры избегали Геннадия. Выход был найден в лице известного японского боксёра Нобухиро Исиды. Исида никогда не проигрывал досрочно, и два его последних боя также были чемпионскими, хоть и проигранными по очкам. 30 марта 2013 года, в Монако, Геннадий Головкин встретился с отважным японским боксёром. С первых секунд раунда казахстанец ринулся вперёд, японец принял бой и не уходил от атак. Первые два раунда прошли очень зрелищно с большим преимуществом чемпиона. Нобухиро много пропускал, но как всегда хорошо держал удар. В конце третьего раунда комбинацией, состоявшей из левого апперкота и правого хука, попал сопернику в челюсть, Головкин отправил Исиду в глубокий нокаут, тем самым защитил свои чемпионские титулы, и нанёс японцу единственное досрочное поражение в карьере.

### Бой с Мэттью Макклином
29 июня 2013 года, в США, Геннадий Головкин вышел на ринг с известным британским боксёром, Мэттью Макклином. Поединок начался практически без разведки. В последней трети первого раунда Головкин впервые попал акцентированным прямым, а спустя некоторое время добавил правый боковой. Но на последних секундах левый хук от чемпиона потряс Маклина, которому удалось остаться на ногах лишь благодаря канатам. Второй раунд получился не таким разгромным для британца, однако особых шансов у него по-прежнему не прослеживалось. Третий и по совместительству последний раунд начался удачно для Мэтта, который сумел сбить атакующий порыв соперника хлёстким боковым. Однако совсем скоро Геннадий прижал того к канатам и провёл серию ударов с завершающим хуком в район печени. Маклин сразу же упал, как подкошенный, а Геннадий победно вскинул руки, так как понимал, что это конец. Так и получилось: Мэттью приводили в чувства ещё очень долго после конца счёта рефери, пока он не нашёл в себе силы подняться.

### Бой с Кёртисом Стивенсом
2 ноября 2013 года Геннадий в жёстком бою победил в США местного боксёра, Кёртиса Стивенса. В 8-м раунде Кёртис продержался до гонга после затяжной атаки Головкина, но его тренер не дал выйти на 9-й раунд (отказ угла).
По итогам 2013 года Головкин был признан лучшим боксёром года вне зависимости от весовой категории.

### Бой с Осуману Адамой
1 февраля 2014 года Головкин в Монте-Карло встретился с ганцем Осуману Адамой. 31-летний Головкин трижды отправлял своего 33-летнего соперника на настил ринга — в первом, шестом и седьмом раундах. В последнем арбитр принял решение остановить поединок. Головкин в очередной раз защитил титул чемпиона мира и нанёс Адаме первое досрочное поражение в его карьере.
В марте 2014 года был запланирован бой Головкина с ирландцем Энди Ли, но из-за смерти отца Головкин отменил поединок.

## Бои за титул суперчемпиона по версии WBA
В июне 2014 года Головкин признан суперчемпионом WBA.

### Бой с Дэниэлом Гилом
На 26 июля 2014 года рассматривался супербой во втором среднем весе между Геннадием Головкиным и мексиканцем Хулио Сезаром Чавесом-младшим по системе платных трансляций PPV. Команды не смогли достичь договорённости, и соперником на 26 июля стал известный австралийский боксёр, бывший чемпион мира, Дэниэл Гил. Бой, который прошёл в Нью-Йорке на большой арене Madison Square Garden, завершился уже в третьем раунде. С самого начала поединка Геннадий Головкин начал активно прессинговать соперника и в одном из моментов австралиец оказался на настиле ринга. Однако Дэниэл Гил сразу же поднялся и достоял до гонга. Второй раунд Геннадий Головкин вновь начал очень активно, отправив экс-чемпиона ещё раз на пол, после чего ему был отсчитан первый нокдаун. В третьем раунде, после того, как блестящая атака казахстанского боксёра достигла цели и Дэниэл Гил вновь оказался на полу ринга, Дэниэл Гил поднялся до окончания счёта, но отказался продолжать бой.

### Бой с Марко Антонио Рубио
18 октября 2014 года в Карсоне (штат Калифорния, США) на арене StubHub Center состоялся поединок Геннадия Головкина с временным чемпионом мира по версии WBC, мексиканским боксёром Марко Антонио Рубио. На контрольном взвешивании Геннадий Головкин показал 72,1 килограмма, уложившись в рамки весовой категории (до 72,574 кг), а Марко Антонио Рубио взвесился на 73,4 килограмма, выйдя за лимит. Из-за этого титулы казахстанского боксёра не оспаривались соперником, кроме того, на мексиканца был наложен денежный штраф. В случае победы Головкин становится временным чемпионом по версии WBC. В случае поражения Головкина все титулы должны были стать вакантными.
Бой завершился нокаутом уже во втором раунде. Первый раунд прошёл спокойно, а во втором Головкин нанёс Рубио правый удар, после чего продолжил атаку нижним апперкотом и завершил её, отправив Рубио на настил ринга левым боковым. Рубио встал одновременно со счётом десять, но не продемонстрировал способность к продолжению поединка. Судья остановил схватку, Головкин победил нокаутом во втором раунде.

### Бой с Мартином Мюрреем
21 февраля 2015 года в Монте-Карло состоялся поединок Геннадия Головкина с британским боксёром Мартином Мюрреем. Поединок завершился победой Головкина техническим нокаутом в 11-м раунде. В 4-м раунде Мюррей был дважды в нокдаунах, будучи потрясённым ударом в корпус. Британец явно проигрывая концовки почти всех раундах, и будучи на грани нокаута, почти всегда хорошо восстанавливался за перерыв между раундами, и снова выходил готовым к бою. Головкин провёл 13-ю успешную защиту титула чемпиона мира WBA (владеет с 2010 года), и впервые защитил титул «временного» чемпиона WBC, завоеванный в октябре 2014 года.

### Бой с Вилли Монро-младшим
16 мая 2015 года победил американца Вилли Монро-младшего техническим нокаутом в 6-м раунде. Головкин трижды отправлял американца в нокдаун, и после третьего раза Монро поднялся на ноги, но не захотел продолжать поединок. Этот поединок стал для Головкина 20-м подряд, в котором он нокаутировал соперника.

## Восхождение до звёздного статуса. Бои на PPV
После поединка с Монро менеджмент Головкина сосредоточился на дебюте Геннадия Головкина на рынке платного телевидения. После длительных поисков и переговоров такой соперник нашёлся в лице чемпиона в среднем весе канадца Давида Лемьё.

### Объединительный бой с Давидом Лемьё
17 октября 2015 года состоялся объединительный бой между Головкиным и чемпионом мира по версии IBF канадцем Давидом Лемьё. Поединок прошёл на HBO PPV. Для Головкина это первый бой по системе Pay-per-view.
Головкин до начала поединка считался явным фаворитом, и главная интрига заключалась в том, продлит ли он серию побед нокаутом до числа 21. Мнения экспертов на этот счёт разделились. Одни считали, что Лемьё не выстоит и до 4-го раунда, другие же полагали, что канадец создаст GGG хоть какие-то трудности. Но уже первый раунд показал, что пессимистичные прогнозы относительно выступления Давида куда более реальны. Казахстанский боксёр штудировал своего соперника своим излюбленным джебом, а во второй трёхминутке ещё больше прибавил в активности. Особенно тяжко Лемьё пришлось после 4-го раунда, когда мощные удары GGG попадали в печень и в корпус канадцу, но он кое-как выстоял. В 5-м раунде Головкин отправил Лемьё в нокдаун левым по печени. В 7-м раунде на лице канадца появилась кровь, а его нос необходимо было вправлять. И все же мужественный Давид вышел на 8-й раунд, который оказался для него последним. После массивной атаки Геннадия рефери посчитал, что шансов у его соперника больше нет, и остановил бой.

### Бой с Домиником Уэйдом
23 апреля 2016 года Геннадий Головкин нокаутировал во втором раунде небитого ранее американского боксёра, Доминика Уэйда (18-0), который являлся обязательным претендентом на титул чемпиона мира по версии IBF.
18 мая 2016 года Сауль Альварес отказался от титула чемпиона мира по версии WBC, Геннадий Головкин объявлен единым чемпионом по этой версии.

### Бой с Келлом Бруком
10 сентября 2016 года Головкин встретился с чемпионом мира в полусреднем весе по версии IBF британцем Келлом Бруком. На кону стояли все чемпионские пояса в среднем весе, кроме пояса WBA, принадлежащие Геннадию. В 1-м раунде Головкин потряс Брука, но британцу удалось быстро восстановиться. Далее оба боксёра имели успешные моменты. Казахстанец шёл вперёд и прессинговал, британец работал вторым номером. В 5-м раунде Геннадий увеличил давление на соперника, выбрасывая всё больше ударов. После очередной серии пропущенных ударов угол Келла выбросил полотенце. После боя стало известно, что Брук получил перелом глазницы и ему потребуется операция.

### Бой с Дэниелом Джейкобсом
Представители чемпиона мира по версии WBC, IBO, WBA, IBF (до 72,6 килограмма) Геннадия Головкина (37-0, 33 КО) достигли соглашения по поводу поединка с обладателем титула чемпиона мира по версии WBA (Regular) Дэниелом Джейкобсом (32-2, 29 КО) из США. Бой состоялся 18 марта 2017 года в Madison Square Garden в Нью-Йорке, был показан в системе платных трансляций (pay-per-view) телеканала HBO.
Поединок в списке профессиональных боёв Головкина стал первым, в котором Геннадий вынужден был пройти дистанцию в полных двенадцать раундов. Первые три раунда действующий чемпион и претендент прощупывали друг друга джебами, демонстрируя при этом уверенность и отличную координацию в уходах и контратаках. В четвёртом раунде Головкин двойным ударом правой отправил Джейкобса в нокдаун, но американский боксёр быстро поднялся, а его дальнейшая собранность не позволила Головкину развить успех.
Несмотря на то, что все раунды Головкин крепко держал центр ринга и старался максимально доминировать, Джейкобс не был подавлен и сражался за титул очень отчаянно. Во второй половине боя Джейкобс оказал казахстанскому панчеру достойную конкуренцию, нарастив темп своих атак и проведя несколько успешных ударных комбинаций. Под конец поединка боксёры шли в размен и стойко держали удары соперника. Единогласным решением судей — 115:112, 115:112 и 114:113 победа была присуждена действующему чемпиону — Геннадию Головкину.

### Бой с Саулем Альваресом
Головкин на протяжении всего поединка боксировал первым номером, прессингуя Альвареса, который работал на контратаках и не вступал с Геннадием в размены, предпочитая прятаться за защитой. Во многом благодаря этому Головкин переработал Альвареса в первой половине боя. После середины боя Канело начал активно включаться и работать сериями, хотя территорией по-прежнему владел Головкин. Ближе к концу боя Геннадий Головкин всё чаще переходил в режим «терминатора», максимально усиливая натиск, но и Альварес уже не отсиживался в обороне, а встречал агрессора контратаками. На протяжении боя никто из боксёров не был потрясён, хотя несколько мощных и точных ударов с обеих сторон достигли цели.
В результате судейский вердикт: 118—110 Альварес, 115—113 Головкин и 114—114. Ничья. Сразу после поединка Геннадий и Канело дали согласие на реванш.
30 декабря 2017 года авторитетный журнал The Ring, подводящий итоги уходящего 2017 года, назвал бой «Событием года».
В мае 2020 года спортивный стриминговый сервис DAZN, с которым были заключены контракты у обоих боксёров, пригласил трёх судей своей редакции для пересмотра боя. Судьи единогласным решением (два по 115—113 и 116—112) присудили победу Головкину. Однако следует учитывать, что второй бой Головкин проиграл, и этот результат не оспаривался.

### Бой с Ванесом Мартиросяном
Бой состоялся 5 мая 2018 года. Головкин победил нокаутом во втором раунде Мартиросяна и защитил свои титулы.
https://vringe.com/news/114165-the-ring-otobral-poyas-chempiona-u-kanelo-i-otdal-ego-golovkinu.htm Архивная копия от 21 июня 2018 на Wayback Machine

### Второй бой с Саулем Альваресом
По оценкам спортивных обозревателей, за подписание контракта на свой первый бой с Альваресом, Геннадий получил втрое больше чем за всю свою профессиональную карьеру вместе взятую. Гонорар за участие во втором их бое составил ещё больше. Этим, по мнению обозревателей, отчасти объясняется стремление Головкина устроить третий бой с Альваресом (что, в свою очередь, будет означать мега-контракт) и невысокий интерес к вызовам со стороны других претендентов.
Этот поединок получил статус — Бой года по версии журнала «Ринг» (2018).

### Бой со Стивом Роллсом
Бой прошёл 8 июня 2019 года в промежуточном весе 164 фунта (74,4 кг). В 4 раунде Головкин прижал Роллса к канатам и начал методично добивать, Роллс попытался клинчевать, чтобы сбить наступательную инициативу соперника, в этот момент Головкин провёл обратный «шифт Фитцсиммонса» (сделал шаг назад, став в правостороннюю стойку) и отправил Роллса в нокаут левым через руку.

### Бой с Сергеем Деревянченко
Бой за вакантные титулы IBF и IBO в среднем весе прошёл 5 октября 2019 года на арене Мэдисон Сквер Гарден и завершился победой Головкина единогласным решением судей со счётом 114—113, 115—112, 115—112. По ходу поединка Головкин отправлял соперника в нокдаун в первом раунде.

### Бой с Камилом Шереметой
Бой прошёл 19 декабря 2020 года в Холливуде (штат Флорида, США). 38-летний Головкин, проводивший рекордную, 21-ю защиту своих титулов чемпиона мира в среднем весе по версиям IBF и IBO, выиграл у претендента из Польши. Поединок завершился досрочно после седьмого раунда. Команда Шереметы отказалась от продолжения поединка. Весь бой Геннадий доминировал, казахстанец несколько раз отправлял соперника в нокдаун. После очередного избиения угол поляка выбросил белое полотенце. Судьи засчитали победу техническим нокаутом. После этого поединка Геннадий Головкин побил рекорд легендарного Бернарда Хопкинса. До этого боя у обоих было по 20 победных боев в статусе чемпиона — это рекорд дивизиона. Американец сделал это в период с 1995 по 2005 год, а GGG для повторения этого достижения потребовалось на два года меньше (2010—2018).

## Статистика профессиональных боёв
В таблице перечислены результаты всех поединков боксёров.
В каждой строке указан результат поединка. Дополнительно номер поединка обозначен цветом, который обозначает итог поединка. Расшифровка обозначений и цветов представлена в нижеследующей таблице.
| Пример | Расшифровка                     |
| ------ | ------------------------------- |
|        | Победа                          |
|        | Ничья                           |
|        | Поражение                       |
|        | Планируемый поединок            |
|        | Поединок признан несостоявшимся |
| КО     | Нокаут                          |
| ТКО    | Технический нокаут              |
| PTS    | Решение судей (по очкам)        |
| UD     | Единогласное решение судей      |
| MD     | Решение большинства судей       |
| SD     | Раздельное решение судей        |
| RTD    | Отказ от продолжения боя        |
| DQ     | Дисквалификация                 |
| NC     | Поединок признан несостоявшимся |

| 45 поединков, 42 победы (37 нокаутом), 1 ничья, 2 поражения. | 45 поединков, 42 победы (37 нокаутом), 1 ничья, 2 поражения. | 45 поединков, 42 победы (37 нокаутом), 1 ничья, 2 поражения. | 45 поединков, 42 победы (37 нокаутом), 1 ничья, 2 поражения. | 45 поединков, 42 победы (37 нокаутом), 1 ничья, 2 поражения. | 45 поединков, 42 победы (37 нокаутом), 1 ничья, 2 поражения. | 45 поединков, 42 победы (37 нокаутом), 1 ничья, 2 поражения. |
| Бой                                                          | Рекорд                                                       | Дата                                                         | Соперник                                                     | Место проведения боя                                         | Результат                                                    | Дополнительно |
| ------------------------------------------------------------ | ------------------------------------------------------------ | ------------------------------------------------------------ | ------------------------------------------------------------ | ------------------------------------------------------------ | ------------------------------------------------------------ | --- |
| 45                                                           | 42-2-1                                                       | 17 сентября 2022                                             | Сауль Альварес (3) (56-3-2)                                  | Ти-Мобайл Арена, Лас-Вегас, Невада, США                      | UD 12                                                        | Счёт: 112-116, 113-115 (дважды). Бой за титулы абсолютного чемпиона мира по версиям WBA, WBC, WBO, IBF, The Ring во втором среднем весе (до 76,2 кг). Дебют Головкина во втором среднем весе.                                                                               |
| 44                                                           | 42-1-1                                                       | 9 апреля 2022                                                | Рёта Мурата (16-2)                                           | Сайтама Супер Арена, Сайтама, Япония                         | TKO 9 (12), 2:11                                             | Объединительный бой за титул чемпиона мира по версиям IBF (2-я защита Головкина), WBA Super (1-я защита Мураты) и IBO (2-я защита Головкина) в среднем весе. |
| 43                                                           | 41-1-1                                                       | 18 декабря 2020                                              | Камил Шеремета (21-0)                                        | The Guitar Hotel, Холливуд, Флорида, США                     | RTD 7 (12), 3:00                                             | Защитил титулы чемпиона мира по версиям IBF и IBO (1-я защита) в среднем весе. Установил рекорд по общему числу защит титула чемпиона мира в среднем весе (21). |
| 42                                                           | 40-1-1                                                       | 5 октября 2019                                               | Сергей Деревянченко (13-1)                                   | Мэдисон Сквер Гарден, Нью-Йорк, США                          | UD 12                                                        | Счёт: 114-113, 115-112 (дважды). Завоевал вакантные титулы чемпиона мира по версиям IBF и IBO в среднем весе. |
| 41                                                           | 39-1-1                                                       | 8 июня 2019                                                  | Стив Роллс (19-0)                                            | Мэдисон Сквер Гарден, Нью-Йорк, США                          | KO 4 (12), 2:09                                              | Бой в промежуточном весе 164 фунта. |
| 40                                                           | 38-1-1                                                       | 15 сентября 2018                                             | Сауль Альварес (2) (49-1-2)                                  | Ти-Мобайл Арена, Лас-Вегас, Невада, США                      | MD 12                                                        | Бой за титулы суперчемпиона по версии WBA (20-я защита Головкина), чемпиона по версиям WBC (5-я защита Головкина), IBO (18-я защита Головкина) и The Ring.Счёт: 114-114, 113-115, 113-115                                                                                   |
| 39                                                           | 38-0-1                                                       | 5 мая 2018                                                   | Ванес Мартиросян (36-3-1)                                    | Стабхаб Центр, Карсон, Калифорния, США                       | KO 2 (12), 1:53                                              | Бой за титулы суперчемпиона по версии WBA (19-я защита Головкина), чемпиона по версиям WBC (4-я защита Головкина), IBF (5-я защита Головкина), IBO (17-я защита Головкина). Повторил рекорд Бернарда Хопкинса по числу защит чемпионского титула в среднем весе (20 защит). |
| 38                                                           | 37-0-1                                                       | 16 сентября 2017                                             | Сауль Альварес (49-1-1)                                      | Ти-Мобайл Арена, Лас-Вегас, Невада, США                      | SD 12                                                        | Счёт:110-118, 115-113, 114-114. Бой за титул чемпиона мира по версиям WBA-super (18-я защита Головкина), WBC (3-я защита Головкина), IBF (4-я защита Головкина), IBO (16-я защита Головкина) и The Ring (вакаетный).                                                        |
| 37                                                           | 37-0                                                         | 18 марта 2017                                                | Дэниел Джейкобс (32-1)                                       | Мэдисон Сквер Гарден, Нью-Йорк, США                          | UD 12                                                        | Счёт: 114-113, 115-112 (дважды). Бой за титул суперчемпиона по версии WBA (17-я защита Головкина), по версии WBC (2-я защита Головкина), по версии IBF (3-я защита Головкина) и по версии IBO (15-я защита Головкина).                                                      |
| 36                                                           | 36-0                                                         | 10 сентября 2016                                             | Келл Брук (36-0)                                             | O2 Арена, Лондон, Великобритания                             | TKO 5 (12), 1:08                                             | Бой за титул по версии IBO (14-я защита Головкина), по версии WBC (1-я защита Головкина), по версии IBF (2-я защита Головкина). Счёт: 38-38, 38-38, 37-39. |
| 35                                                           | 35-0                                                         | 23 апреля 2016                                               | Доминик Уэйд (18-0)                                          | Форум, Инглвуд, Калифорния, США                              | KO 2 (12), 2:27                                              | Бой за титул суперчемпиона по версии WBA (16-я защита Головкина), по версии IBO (13-я защита Головкина), по версии временного чемпиона WBC (4-я защита Головкина), по версии IBF (1-я защита Головкина).                                                                    |
| 34                                                           | 34-0                                                         | 17 октября 2015                                              | Давид Лемьё (34-2)                                           | Мэдисон Сквер Гарден, Нью-Йорк, США                          | TKO 8 (12), 1:32                                             | Бой за титул суперчемпиона по версии WBA (15-я защита Головкина), по версии IBO (12-я защита Головкина), по версии временного чемпиона WBC (3-я защита Головкина), по версии IBF (1-я защита Лемьё). Лемьё в нокдауне в 5 раунде. Счёт: 70-62, 70-62, 70-62.                |
| 33                                                           | 33-0                                                         | 16 мая 2015                                                  | Вилли Монро мл. (19-1)                                       | Форум, Инглвуд, Калифорния, США                              | TKO 6 (12) 0:45                                              | Бой за титул суперчемпиона по версии WBA, 14-я защита Головкина, по версии IBO, 11-я защита Головкина, по версии временного чемпиона WBC, 2-я защита Головкина. Монро два раза в нокдауне во 2-м раунде и один раз в 6-м раунде. Счёт: 50-43, 50-43, 49-44.                 |
| 32                                                           | 32-0                                                         | 21 февраля 2015                                              | Мартин Мюррей (29-1-1)                                       | Salle des Étoiles, Монте-Карло, Монако                       | TKO 11 (12) 0:50                                             | Бой за титул суперчемпиона по версии WBA, 13-я защита Головкина, по версии IBO, 10-я защита Головкина, по версии временного чемпиона WBC, 1-я защита Головкина. Мюррей в нокдауне дважды в 4-м и один раз 10-м раунде. Счёт: 99-88, 100-87, 99-88.                          |
| 31                                                           | 31-0                                                         | 18 октября 2014                                              | Марко Антонио Рубио (59-6-1)                                 | Стабхаб Центр, Карсон, Калифорния, США                       | KO 2 (12) 1:19                                               | Бой за титул суперчемпиона по версии WBA, 12-я защита Головкина, по версии IBO, 9-я защита Головкина, по версии временного чемпиона WBC, 1-я защита Рубио. Счёт: 10-9, 10-9, 10-9.                                                                                          |
| 30                                                           | 30-0                                                         | 26 июля 2014                                                 | Дэниэл Гил (30-2)                                            | Мэдисон Сквер Гарден, Нью-Йорк, США                          | TKO 3 (12) 2:28                                              | Бой за титул чемпиона по версии WBA, 11-я защита Головкина, по версии IBO, 8-я защита Головкина. Гил в нокдауне во 2 раунде. Счёт: 20-17, 20-17, 20-17. |
| 29                                                           | 29-0                                                         | 1 февраля 2014                                               | Осуману Адама (22-3)                                         | Salle des Étoiles, Монте-Карло, Монако                       | TKO 7 (12) 1:20                                              | Бой за титул чемпиона по версии WBA, 10-я защита Головкина, по версии IBO, 7-я защита Головкина. Адама в нокдаунах в 1, 6, 7 раундах. Счёт: 60-52, 59-53, 59-53. |
| 28                                                           | 28-0                                                         | 2 ноября 2013                                                | Кёртис Стивенс (25-3)                                        | Мэдисон-сквер-гарден, Нью-Йорк, США                          | RTD 8 (12) 3:00                                              | Бой за титул чемпиона по версии WBA, 9-я защита Головкина, по версии IBO, 6-я защита Головкина. Стивенс в нокдауне во 2 раунде. Счёт: 79-71, 80-71, 79-72. |
| 27                                                           | 27-0                                                         | 29 июня 2013                                                 | Мэттью Макклин (29-4)                                        | MGM Grand at Foxwoods Resort, Машантакет, США                | KO 3 (12) 1:22                                               | Бой за титул чемпиона по версии WBA, 8-я защита Головкина, по версии IBO, 5-я защита Головкина. Счёт: 20-18, 20-18, 20-18. |
| 26                                                           | 26-0                                                         | 30 марта 2013                                                | Нобухиро Исида (24-8-2)                                      | Salle des Étoiles, Монте-Карло, Монако                       | KO 3 (12) 2:14                                               | Бой за титул чемпиона по версии WBA, 7-я защита Головкина, по версии IBO, 4-я защита Головкина. Счёт: 20-18, 20-18, 20-18. |
| 25                                                           | 25-0                                                         | 19 января 2013                                               | Габриэль Росадо (21-5)                                       | Мэдисон-сквер-гарден, Нью-Йорк, США                          | ТКО 7 (12) 2:46                                              | Бой за титул чемпиона по версии WBA, 6-я защита Головкина, по версии IBO, 3-я защита Головкина. Счёт: 60-54, 59-55, 60-54. |
| 24                                                           | 24-0                                                         | 1 сентября 2012                                              | Гжегож Прокса (28-1)                                         | Turning Stone Resort Casino, Верона, США                     | ТКО 5 (12) 1:11                                              | Бой за титул регулярного чемпиона по версии WBA, 5-я защита Головкина, по версии IBO, 2-я защита Головкина. Счёт: 40-34, 40-34, 40-34. |
| 23                                                           | 23-0                                                         | 12 мая 2012                                                  | Макото Футигами (19-6)                                       | ТРЦ «Терминал», Бровары, Украина                             | TKO 3 (12) 1:17                                              | Бой за титул регулярного чемпиона по версии WBA, 4-я защита Головкина, по версии IBO, 1-я защита Головкина. |
| 22                                                           | 22-0                                                         | 9 декабря 2011                                               | Лахуан Саймон (23-3-2)                                       | Ballsaal Interconti-Hotel, Киль, Германия                    | KO 1 (12) 2:17                                               | Бой за титул регулярного чемпиона по версии WBA, 3-я защита Головкина. Бой за вакантный титул IBO в среднем весе. |
| 21                                                           | 21-0                                                         | 17 июня 2011                                                 | Кассим Оума (27-7-1)                                         | Arena Roberto Durán, Панама, Панама                          | TKO 10 (12) 1:57                                             | Бой за титул регулярного чемпиона по версии WBA, 2-я защита Головкина. Счёт: 87-84, 86-85, 86-85. |
| 20                                                           | 20-0                                                         | 16 декабря 2010                                              | Нильсон Хулио Тапия (14-2-1)                                 | Спортивный комплекс «Даулет», Астана, Казахстан              | КО 3 (12) 2:44                                               | Бой за титул регулярного чемпиона по версии WBA, 1-я защита Головкина. |
| 19                                                           | 19-0                                                         | 14 августа 2010                                              | Милтон Нуньес (21-1-1)                                       | Arena Roberto Durán, Панама, Панама                          | КО 1 (12) 0:58                                               | Бой за титул временного чемпиона по версии WBA в среднем весе. |
| 18                                                           | 18-0                                                         | 21 ноября 2009                                               | Михаил Макаров (10-0)                                        | Sparkassen-Arena, Киль, Германия                             | КО 2 (10) 1:24                                               | Макаров трижды в нокдауне во 2-м раунде. |
| 17                                                           | 17-0                                                         | 11 июля 2009                                                 | Джон Андерсон Карвальо (19-3-1)                              | Нюрбургринг, Нюрбург, Германия                               | KO 2 (12) 2:20                                               | Бой за вакантный интерконтинентальный титул WBO в среднем весе. |
| 16                                                           | 16-0                                                         | 25 апреля 2009                                               | Энтони Гринидж (13-2-1)                                      | König Palast, Крефельд, Германия                             | KO 5 (10) 0:59                                               | |
| 15                                                           | 15-0                                                         | 17 января 2009                                               | Хавьер Альберто Мамани (35-7-1)                              | Burg-Wächter Castello, Дюссельдорф, Германия                 | TKO 1 (10) 2:52                                              | |
| 14                                                           | 14-0                                                         | 22 ноября 2008                                               | Малик Диарра (29-3)                                          | Stadthalle, Росток, Германия                                 | RTD 2 (10) 3:00                                              | |
| 13                                                           | 13-0                                                         | 21 июня 2008                                                 | Амар Амари (13-9-1)                                          | Brondby hallen, Брённбю, Дания                               | UD 8                                                         | Счёт: 79-72, 80-72, 80-72. |
| 12                                                           | 12-0                                                         | 10 мая 2008                                                  | Ибрагим Сид (9-4-2)                                          | Brandberge Arena, Галле, Германия                            | КО 8 (8) 0:26                                                | |
| 11                                                           | 11-0                                                         | 5 апреля 2008                                                | Иан Гарднер (20-3)                                           | Burg-Wächter Castello, Дюссельдорф, Германия                 | UD 8                                                         | Счёт: 78-73, 77-74, 78-73. |
| 10                                                           | 10-0                                                         | 29 февраля 2008                                              | Тшепо Машего (15-8)                                          | Sporthalle, Гамбург, Германия                                | КО 1 (8) 2:04                                                | |
| 9                                                            | 9-0                                                          | 7 сентября 2007                                              | Мехди Буадла (11-1)                                          | Burg-Wächter Castello, Дюссельдорф, Германия                 | UD 8                                                         | Счёт: 78-74, 79-75, 78-74. |
| 8                                                            | 8-0                                                          | 27 мая 2007                                                  | Сергей Хомицкий (19-3-1)                                     | Fight Night Arena, Кёльн, Германия                           | ТКО 5 (8) 1:59                                               | |
| 7                                                            | 7-0                                                          | 27 февраля 2007                                              | Саймон Мокоена (10-9-4)                                      | Kugelbake-Halle, Гамбург, Германия                           | RTD 6 (8) 3:00                                               | |
| 6                                                            | 6-0                                                          | 2 декабря 2006                                               | Сильвен Гомис (12-12-3)                                      | Estrel Convention Center, Берлин, Германия                   | КО 4 (6) 1:00                                                | |
| 5                                                            | 5-0                                                          | 21 октября 2006                                              | Хорхе Ариэль Гарсия (9-4-2)                                  | Brandberge Arena, Галле, Германия                            | КО 2 (6) 2:28                                                | |
| 4                                                            | 4-0                                                          | 19 сентября 2006                                             | Мартиньш Кукулис (1-10)                                      | Kugelbake-Halle, Гамбург, Германия                           | ТКО 3 (4)                                                    | |
| 3                                                            | 3-0                                                          | 22 августа 2006                                              | Даниэль Урбанский (5-1-2)                                    | Universum Gym, Куксхафен, Германия                           | ТКО 4 (4)                                                    | |
| 2                                                            | 2-0                                                          | 29 июля 2006                                                 | Сергей Наварка (6-9)                                         | König Pilsener Arena, Оберхаузен, Германия                   | ТКО 3 (4) 1:10                                               | |
| 1                                                            | 1-0                                                          | 6 мая 2006                                                   | Габор Балог (1-22-3)                                         | Burg-Wächter Castello, Дюссельдорф, Германия                 | КО 1 (4) 1:28                                                | Профессиональный дебют |
| Бой                                                          | Рекорд                                                       | Дата                                                         | Соперник                                                     | Место боя                                                    | Результат                                                    | Дополнительно |

## Pay-per-view продажи
| Дата                  | Бой                  | Продажи   | Трансляция            |
| --------------------- | -------------------- | --------- | --------------------- |
| 17 октября 2015 года  | Golovkin vs. Lemieux | 153,000   | HBO                   |
| 10 сентября 2016 года | Golovkin vs. Brook   | 752,000   | Sky Cinema Box Office |
| 18 марта 2017 года    | Golovkin vs. Jacobs  | 170,000   | HBO                   |
| 16 сентября 2017 года | Canelo vs. Golovkin  | 1,300,000 | HBO                   |

## Спортивные награды
На 34-й конвенции IBF даровала казахстанцу Геннадию Головкину наивысшую из своих наград — имени Джерси Джо Уолкотта.
В конце 2013 года Геннадий Головкин был назван «Боксёром года» по версии авторитетного американского издания USA Today и читателей журнала The Ring.
В феврале 2018 года Геннадий Головкин стал лауреатом премии «Легенда бокса» в номинации «Боксёр года». Церемония вручения премии прошла в Сочи в рамках открытия Международного боксерского форума, лицом которого является Головкин. Приз казахстанскому боксеру вручил глава WBC Маурисио Сулейман.
6 июня 2018 года Геннадий Головкин официально лишён титула чемпиона мира в среднем весе по версии IBF, причиной стал отказ от поединка с обязательным претендентом украинцем Сергеем Деревянченко.
6 июня 2018 года Геннадий Головкин получил пояс чемпиона pound-for-pound, по версии авторитетного журнала The Ring.
19 июня 2018 года в Лос-Анджелесе Геннадий Головкин, получил пояс лидера рейтинга P4P, лучший боксёр вне зависимости от весовой категории от журнала The Ring

## Государственные награды
- Орден Назарбаева (2018)[64][65].
- Орден «Парасат» (2011)[66]
- Орден «Курмет» (2004)[67]
- Медаль «За трудовое отличие» (2002)[68]
- Медаль «За отличие в обеспечении правопорядка» (13 декабря 2019 года)[69].

## Признание
Почётный гражданин г. Караганды (7 августа 2013)
В 2016 году «Казпочта» выпустила почтовый блок из пяти марок серии «Спорт» на тему «Чемпионы Казахстана. Геннадий Головкин».
В январе 2018 года Геннадию Головкину присвоено звание «Почётного гражданина Карагандинской области»; вручение состоялось 15 января 2018 года в спортивном комплексе имени Нуркена Абдирова. Тогда же, в январе 2018 года, в родном городе спортсмена Караганде был открыт физкультурно-оздоровительный комплекс имени Геннадия Головкина, а в нём зал славы, посвящённый боксёру.
В сентябре 2018 года перед боем Геннадия Головкина с Альваресом, житель Астаны Бауыржан Бактыгереев собственными руками изготовил силиконовую статую боксёра в натуральную величину, которую передал музею физкультурно-оздоровительного комплекса города Караганда.